# Granitz
Die Granitz ist ein bewaldeter Höhenrücken im Südosten der Insel Rügen, zwischen den Ostseebädern Binz, Sellin und Lancken-Granitz. Das 982 Hektar große als Naturschutzgebiet ausgewiesene Waldgebiet gehört seit 1991 zum Biosphärenreservat Südost-Rügen. Kennzeichnend ist der reiche Bestand an Buchen und Traubeneichen und die hügelige Landschaft einer aufragenden Stauendmoräne, die in manchem einer Gebirgslandschaft ähnelt.

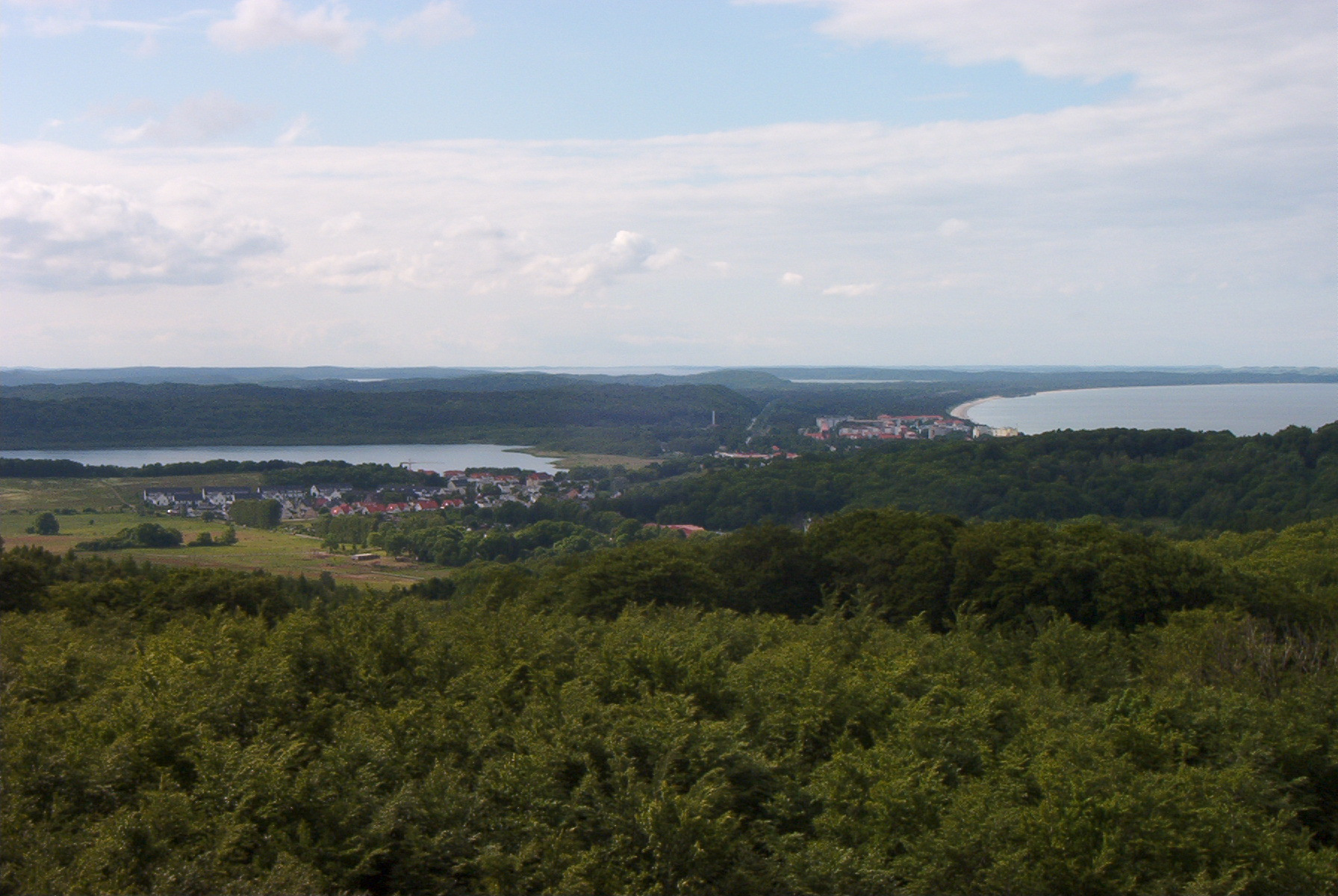
Blick über die Ausläufer der Granitz vom Jagdschloss Granitz in Richtung Binz

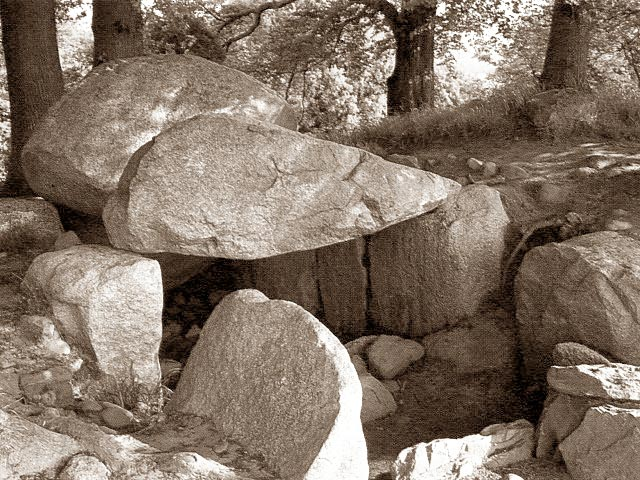
Großsteingrab bei Lancken-Granitz (um 1964)

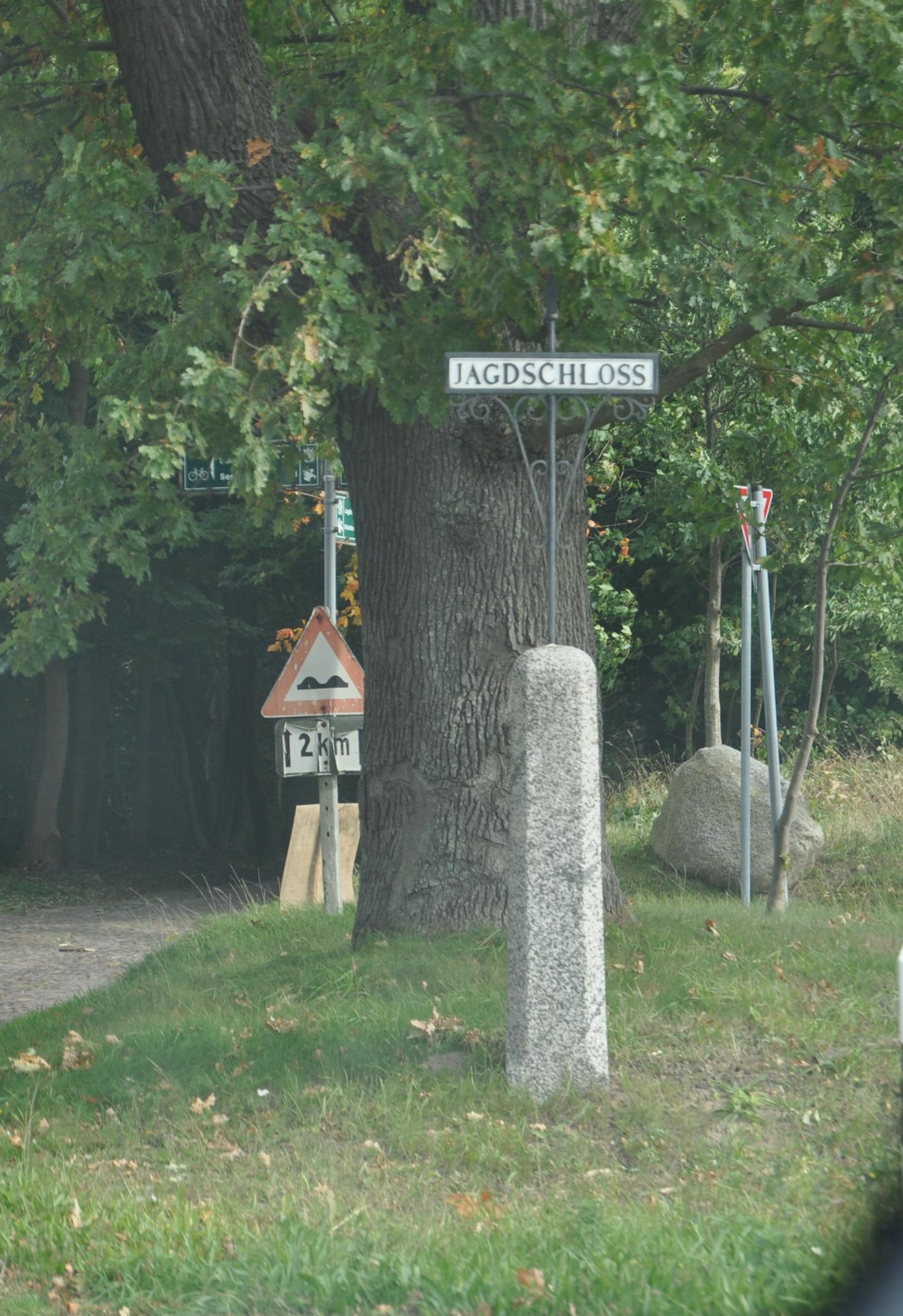
Wegweiser in der Granitz

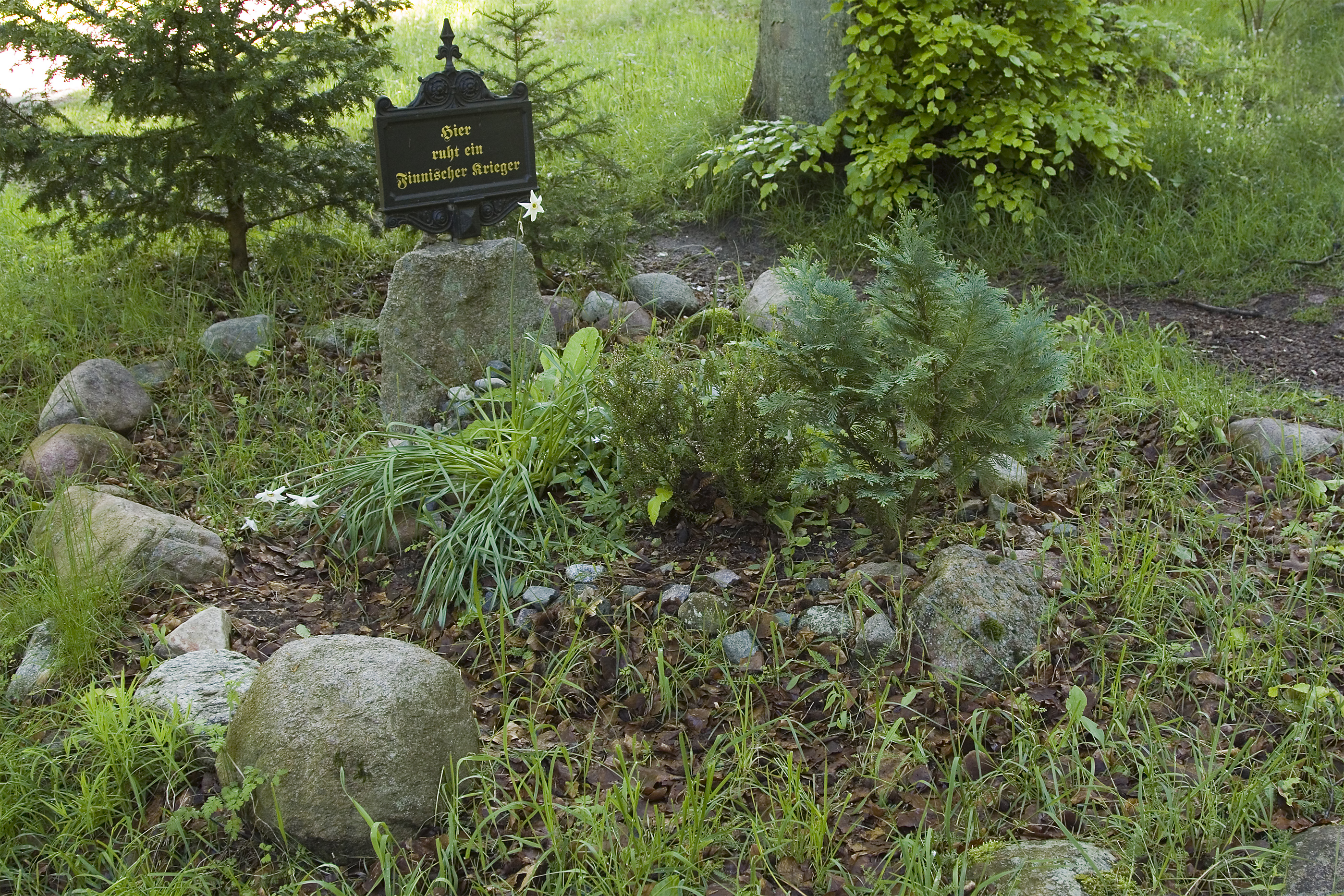
Grab des finnischen Kriegers

## Namensherkunft
Der Name Granitz dürfte slawischen Ursprungs sein und sich vom Raner Personennamen Granza ableiten, der auch als Fürstenname bei Saxo Grammaticus 1168 auftaucht.
Siehe auch: Granica

## Geographie
Im Norden und Osten wird die Granitz durch eine Steilküste zur Ostsee begrenzt. Durch das Steilufer führt im westlichen Teil der Granitz die Teufelsschlucht hinunter zum Ostseestrand. Im Süden schließt sich das Mönchgut und im Norden die Schmale Heide an. In der Granitz liegen der 23 Hektar große Schwarze See sowie einige Kesselmoore. Mehrere an sich ortsfremde Nadelholz-Bestände sollen in einen naturnahen Wald überführt werden.

## Kulturdenkmäler
Auf der höchsten Erhebung, dem 107 m ü. NN hohen Tempelberg, ließ der Fürst Wilhelm Malte I. zu Putbus im 19. Jahrhundert das Jagdschloss Granitz errichten. Etwas östlich des Granitzer Orts, dem nördlichsten Punkt der Granitz, liegt am Steilufer zur Ostsee der Schanzenberg, auf dem sich ein als Bodendenkmal ausgewiesener Burgwall befindet.   Im Jahr 1888 wurde auf dem Falkenberg in Küstennähe die Ausflugsgaststätte Waldhalle am Hochuferweg Binz-Sellin gebaut. Durch Küstenabbrüche musste das Gebäude jedoch in den 1980er-Jahren aufgegeben und abgerissen werden.
Andere markante Punkte sind das Granitzhaus, die Grabanlage Finnischer Krieger und die Kreuzeiche. Das Grab des Finnischen Kriegers, wie schon ein Flurname in älteren Karten besagt, ist das Grab eines unbekannten finnischen Soldaten von 1806, der wohl in schwedischen Diensten stand. Im östlichen Teil der Granitz befindet sich das Großsteingrab Trinientor. Die Umgebung der Granitz ist gekennzeichnet von vielen Hügel- (Bronzezeit) und Großsteingräbern (Neolithikum). 
Fürst Malte I. zu Putbus ließ auch in der Umgebung von Putbus und der Granitz an allen Kreuzungen und Einmündungen besondere Wegweiser errichten, die heute noch zu sehen sind und ebenfalls unter Denkmalschutz stehen.

## Zugang
Durch die Granitz führen keine Straßen, aber viele Rad- und Wanderwege. Der bewaldete Höhenrücken ist von den Badeorten Binz und Sellin durch ein gut ausgebautes Wanderwegnetz erschlossen. Anlaufpunkte sind u. a. das Jagdschloss Granitz, der Schwarze See, der Finnische Krieger und die Teufelsschlucht. Als Nahverkehrsmittel und Zubringer dienen die Rügensche Kleinbahn und der Jagdschlossexpress.